# Кальчо
Кальчо, Кальчіо (італ. Calcio) — муніципалітет в Італії, у регіоні Ломбардія, провінція Бергамо.
Кальчо розташоване на відстані близько 460 км на північний захід від Рима, 55 км на схід від Мілана, 26 км на південний схід від Бергамо.
Населення — 5375 осіб (2014).

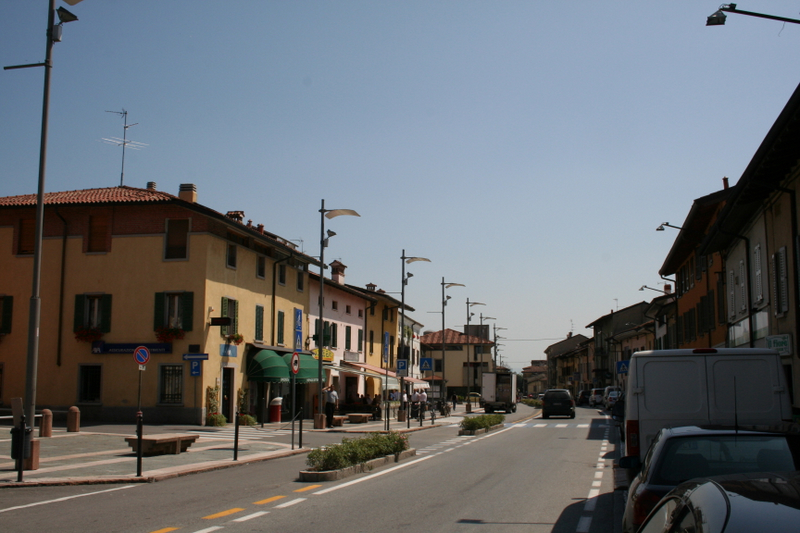

Щорічний фестиваль відбувається 4 травня. Покровитель — San Gottardo.

## Демографія
Населення за роками:

Станом на 1 січня 2023 року в муніципалітеті офіційно проживали 1042 іноземці з 37 країн, серед них 68 громадян країн Євросоюзу та 24 громадяни України.

## Сусідні муніципалітети
- Антеньяте
- Чивідате-аль-П'яно
- Кортенуова
- Ково
- Фонтанелла
- Пумененго
- Рудіано
- Ураго-д'Ольйо